# Phaselia gigantaria
Phaselia gigantaria är en fjärilsart som beskrevs av Leo Schwingenschuss 1936. Phaselia gigantaria ingår i släktet Phaselia och familjen mätare. Inga underarter finns listade i Catalogue of Life.